# 5530 Eisinga
Az 5530 Eisinga (ideiglenes jelöléssel 2835 P-L) a Naprendszer kisbolygóövében található aszteroida. Cornelis Johannes van Houten,  Ingrid van Houten-Groeneveld,  Tom Gehrels fedezte fel 1960. szeptember 24-én.